# Z

Litera Zz scrisă cu fontul „School Script Dashed”.

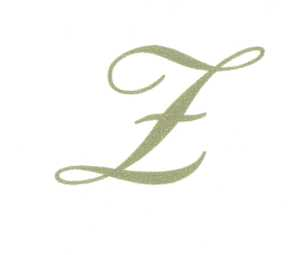
Majuscula Z

Minuscula z

Z (numită: /zɛt/, /zɨ/ sau /zɛd/) este a douăzeci și șasea literă din alfabetul latin și a treizecea și una din alfabetul limbii române. În limba română notează o consoană fricativă alveolară sonoră (uneori numită dentală în loc de alveolară) cu simbolul fonetic [z].

## Nume și pronunție
În România și Republica Moldova (țările vorbitoare de limba română), numele literei este zet /zɛt/, zî /zɨ/ sau zed /zɛd/, reflectându-i derivarea de la litera grecească zeta (Ζζ).
Alte limbi scriu numele acestei litere diferit, dar similar: zeta în italiană, bască, spaniolă și islandeză (chiar dacă nu apare în scrierea limbii islandeze are nume pentru că apare în nume personale), zê în portugheză, zed în engleză (uneori și zi /ziː/ în engleza americană), zäta în suedeză, zæt în daneză, zet în neerlandeză, poloneză, indoneziană, poloneză, română și cehă, Zett în germană (nume scris cu majusculă ca fiind substantiv), zett în norvegiană, zède în franceză, și zét în vietnameză. În Pinyin-ul chinezei standard, numele literei Z este pronunțat [tsɨ]. În esperanto, numele literei Z este pronunțat /zo/.

## Istorie
| Caracterul proto-sinaitic din care derivă zayin-ul fenician | Zayin-ul fenician | zeta-ul grecesc | Z-ul etrusc | Z-ul latin | Majuscula și minuscula Z-ului latin |
| ----------------------------------------------------------- | ----------------- | --------------- | ----------- | ---------- | ----------------------------------- |
|                                                             |                   |                 |             |            |                                     |

### Simbol semitic
Simbolul semitic a fost a șaptesprezecea literă, numită zayin, ce însemna „armă” sau „sabie”. Ea reprezenta fie /z/, fie /dz/.

### Literăgrecească
Forma grecească a Z-ului este asemănătoare cu cea a zayin-ului fenician (/𐤆)

### Literă etruscă
Este posibil ca litera etruscă Z să fi reprezentat /dz/.

### Literălatină
Litera Z a făcut parte din prima formă a alfabetului latin, adoptată de la etrusci. Datorită faptului că sunetul /z/ s-a schimbat în /r/ în limba latină prin rotacism în secolul al V-lea î.e.n., z a dispărut și locul i-a fost luat de noua literă g. În secolul întâi î.e.n., litera z a fost reintrodusă la sfârșitul alfabetului latin, cu scopul de a reprezenta sunetul zeta-ului grecesc /dz/.
Înainte de introducerea z-ului, sunetul literei zeta era scris la începutul cuvintelor s și în mijlocul cuvintelor ss, ca în sōna pentru ζώνη (ce însemna „curea”) și în trapessita pentru τραπεζίτης (ce însemna „bancher”).

## Utilizări
⟨z⟩ reprezintă consoana fricativă alveolară sonoră /z/, în: albaneză, bretonă, cehă, neerlandeză, franceză, maghiară, letonă, lituaniană, română, sârbocroată, slovacă, și în Alfabetul Fonetic Internațional. Litera mai reprezintă /t͡s/ în: pinyin-ul chinezei standard, finlandeză și în germană. În italiană, reprezintă 2 sunete: /t͡s/ și /d͡z/.

### Alte utilizări
- În chimie și fizică atomică, Z este simbolul pentru numărul atomic.
- În fizică, Z este simbolul pentru impedanța electrică.
- În matematică, {\displaystyle \mathbb {Z} } este mulțimea numerelor întregi.

## Versiuni și forme derivate
O versiune a Z-ului își are originea în minusculele gotice, în „z-ul cu codiță” (ℨ/𝔷; în germană: geschwänztes Z sau Z mit Unterschlinge).

Z-ul mic cursiv

Există și o versiune de Z cu o liniuță în mijlocul său (majuscula: Ƶ, minuscula: ƶ).

## Caractere asemănătoare

### Descendenți sau caractere asemănătoare folosite în versiuni ale alfabetului latin
- Z cu diacritice: Ź ź Ẑ ẑ Ž ž Ż ż Ẓ ẓ Ẕ ẕ Ƶ ƶ ᵶ ᶎ Ⱬ ⱬ
- ß : ligatura germană formată dintre s și z, numită scharfes S sau Eszett (istoric este o ligatură dintre 2 s-uri, primul și al doilea fiind scrise în stiluri diferite)
- Ȥ ȥ : litera Z cu un cârligaș la sfârșit
- Ɀ ɀ : litera Z cu o codiță
- Ʒ ʒ : litera ej
- Ꝣ ꝣ : Z-ul vizigot
- Simboluri asemănătoare cu Z sunt folosite în Alfabetul Fonetic Internațional : ʒ ʑ ʐ ɮ

### Predecesori și frați
- 𐤆 : litera semitică zayin, ce e originea următoarelor caractere
  - Ζ ζ : litera grecească zeta, din care derivă Z-ul latin
    - Ⲍ ⲍ : litera coptică Zēta, ce derivă de la zeta-ul grecesc
    - З з : litera chirilică Zemle, ce derivă de la zeta-ul grecesc
    - 𐌆 : vechiul Z italic, ce derivă de la zeta-ul grecesc
    - 𐌶 : litera gotică ezec, ce derivă de la delta-ul grecesc

## Alte reprezentări
| Alfabetul fonetic NATO | Codul Morse |
| Zulu                   | ––··        |

|                                                 |                     | ⠵       |
| Sistemul de semnalizare maritimă internațională | Alfabetul semaforic | Braille |